# Alessandra Iozzi
Alessandra Iozzi (Roma, 25 de janeiro de 1959) é uma matemática nascida na Itália, conhecida por sua pesquisa em teoria geométrica de grupos. Originalmente de Roma, tem tripla cidadania italiana, suíça e estadunidense, e trabalha como professora adjunta de matemática no Instituto Federal de Tecnologia de Zurique (ETH Zurich).

## Formação e carreira
Iozzi nasceu em Roma em 25 de janeiro de 1959. Depois de obter uma laurea na Universidade de Roma "La Sapienza" em 1982, supervisionada por Massimo Picardello, foi para a Universidade de Chicago para estudos de pós-graduação em matemática, obtendo um mestrado em 1985 e concluindo um doutorado Ph.D. em 1989, com a tese Invariant Geometric Structures: A Non-Linear Extension of the Borel Density Theorem, orientada por Robert Zimmer.
Após um trabalho de pós-doutorado como lecturer na Universidade da Pensilvânia e pesquisadora no Mathematical Sciences Research Institute em Berkeley (Califórnia) e no Instituto de Estudos Avançados de Princeton, Nova Jérsei, assumiu um cargo de professora na Universidade de Maryland, de 1992 a 2000.
Esteve pela primeira vez no ETH Zurich como pesquisadora visitante em 2000-2001. Depois de ser professora na Universidade de Estrasburgo, na França, e na Universidade de Basileia, na Suíça, retornou ao ETH Zurique como cientista sênior em 2006 e assumiu seu atual cargo de docente em 2008.

## Reconhecimento
Iozzi foi nomeada fellow da American Mathematical Society, na classe de 2022, "por contribuições para a teoria de grupos geométricos e a geometria de subgrupos discretos de grupos de Lie, em particular a teoria de Teichmuller superior".